# 매터 (표준)
매터(Matter, 이전 명칭: Project Connected Home over IP, CHIP)는 사유, 로열티 프리 가정 자동화 연결 표준이다. 2019년 12월 18일 발표된 매터는 각기 다른 벤더들 간 파편화를 줄이고 각기 다른 제공업체의 스마트 홈 기기들과 사물인터넷(IoT) 플랫폼 간 상호운용성을 달성하는 것을 목표로 한다. 이 프로젝트 그룹을 시작하고 도입한 단체는 아마존, 애플, 구글, 컴캐스트, 직비 얼라이언스(현재의 커넥티비티 스탠더즈 얼라이언스, CSA)이다. 이후 회원사로는 이케아, 화웨이, 슈나이더 등이 있다. 매터 호환 제품들과 기존 제품의 소프트웨어 업데이트는 2022년 출시가 예정되어 있다. 매터 코드 저장소가 아파치 라이선스 하의 오픈 소스로 공개되어 있으나 매터의 사양은 CSA에 의해 라이선스되고 있다.

## 같이 보기
- CoAP
- 스레드 (통신 프로토콜)
- Z-Wave
- 6LoWPAN
- 아마존 알렉사
- 홈킷
- 스마트싱스
- OMA LWM2M
- MQTT

## 참고 문헌
- Belli, Dimitri; Barsocchi, Paolo; Palumbo, Filippo (2023). “Connectivity Standards Alliance Matter: State of the Art and Opportunities”. 《Elsevier Internet of Things》 (영어) 25. doi:10.1016/j.iot.2023.101005. ISSN 2542-6605. 2023년 12월 10일에 확인함.